# 単語帳
単語帳（たんごちょう）や暗記カード（あんきカード、英語: flashcard）とは、単語を暗記するために作られたノートまたは本のことである。単語帳と呼ぶ場合には、自作のもの（白紙または罫紙の単語カード）と市販のもの両方が含まれる。専ら市販のものをさす用語は単語集と呼ぶ（『試験にでる英単語』など）。
外国語をはじめとする言語学習（語学）や、学術用語をはじめとする専門用語の学習などにしばしば用いられる。そのほとんどが小さな短冊形のカードをリング状の金具で一まとめにした物で、手のひらに収まる大きさしかないため、ポケットなどに忍ばせて、ちょっとした待ち時間や空き時間にも利用できるようになっている。単語のみならず慣用句でも利用される。
その名の通り、主に単語を各々のページ（カード化されている）の表側に書き、その裏に意味を記述する。利用者はカードの表を見て単語を覚え、その裏にある意味を確認する。各カードを逆から開けば、意味を読んで単語を思い出す訓練にも利用できる。一枚一単語で構成される小型のもののほか、複数の単語を一つのページにまとめた長型のものもある。簡単に作れる事から古くからあった模様だが、日本では受験戦争（知の大衆化とも）の活発化した1970年代より通学途中の学生らに愛用者が見られ、受験勉強や試験勉強に利用されている。

## 利用可能な科目
基本的に暗記が必要な学習形態全般に利用できるわけだが、一般的には以下のような利用方法が見られる。
英単語
片面に英単語の綴りを、裏側にその意味を記す。英単語を見て意味を思い出したり、意味から単語を思い出したりする。英語以外の外国語の学習にも利用される。
化学記号
化学記号は「水兵リーベ僕の船…」という語呂合わせもあるが、その一方でこの単語帳を利用する人もいる。中には原子番号やその性質等を事細かに書いて、手製の辞書を作る人もいる。
年号
歴史学習においても様々な語呂合わせがあるが、この語呂を覚えるために利用したり、または年号そのものを歴史上の事件名と関連付けるために利用される。
慣用句・ことわざ
慣用句やことわざといった、国語を含む語学学習でも利用される。
古語
国語古文の、現代では死語（廃語）になってしまっている古い耳慣れない表現は、暗記が難しい。このため古文に用いられる慣用句や枕詞といった語の暗記に利用される。
各カードを印刷した既製品も一部では見られるが、手書きで書く事で、各々の単語や内容を強く印象付けられるという効果もあるため、依然として手書き単語帳の人気は高い。

## 発展形態
近年では様々な機器の電子化にも伴い、この単語帳にも電子化した製品が登場している。電子単語帳と呼ぶべき製品では、小型の液晶画面を持ち、ここに表示される内容をボタン操作で切り替える事が出来るようになっている。中のデータはパソコンに接続して、書き換え可能である。また携帯情報端末（PDA）にも、この単語帳的な利用が可能なソフトウェアも存在している。携帯電話で利用するJavaアプリにも、単語帳ソフトが見られる。電子辞書では、特に学生向けの製品にて、この電子単語帳機能を備えるものも見られる。